# Волготня
Волготня — несудоходная река в России, протекает в Рыбинском районе Ярославской области, впадает в Рыбинское водохранилище, до его строительства была левым притоком Шексны.
Исток реки находится между деревнями Шлыково и Большие Мхи, расположенными на дороге Рыбинск — Арефино. Река пересекает эту дорогу и течёт в основном на запад, сначала около 3 км по лесной, а далее по обжитой местности. На ней расположены деревни Грибово, Степаньково, Ольгино, Семенково, Барщинка (родина маршала Блюхера), Макарово, Досугово, Антоново. Устье реки находится в глубоком и узком заливе Рыбинского водохранилища. В устье расположена деревня Волково у нём реку пересекает шоссе Р104 Рыбинск-Пошехонье. Устье реки находится примерно на 2 км севернее устья реки Чога и на 3 км южнее устья реки Вонготня.
Река активно используется для любительского рыболовства. В устье реки развиваются предприятия, связанные с рыболовным досугом.
Река указана на плане Генерального межевания Рыбинского уезда 1792 года века как Большая Волготня. Протекающая севернее река Вонготня, которая сейчас впадает в Рыбинское водохранилище на этой карте показана как Малая Волготня, правый приток Большой Волготни. Сейчас место слияния рек, поглощено Рыбинским водохранилищем. На том же плане исток реки показан выше — в окрестностях деревни Большие Мхи.

## Источник
- Лист карты O-37-66 Андропов. Масштаб: 1 : 100 000. Состояние местности на 1980 год. Издание 1987 г.